# Hyperlopha epops
Hyperlopha epops är en fjärilsart som beskrevs av Felder 1874. Hyperlopha epops ingår i släktet Hyperlopha och familjen nattflyn. Inga underarter finns listade i Catalogue of Life.